# Elecciones presidenciales del Alto Karabaj de 1997
El 1 de septiembre de 1997 se celebraron elecciones presidenciales anticipadas en la República de Nagorno-Karabaj, después de que el presidente Robert Kocharián fuera nombrado primer ministro de Armenia. El resultado fue la victoria del candidato independiente Arkadi Ghukasyan, que obtuvo el 89% de los votos.

## Resultados
|  | 89.31 % |

|  | 5.35 % |

|  | 5.33 % |

|  | 96.81 % |

|  | 3.19 % |

|  | 84.60 % |